# Сенокосцы
Сеноко́сцы (лат. Opiliones) — отряд членистоногих из класса паукообразных. По данным на 2019 год, насчитывалось более 6650 ныне живущих видов сенокосцев, подразделяемых на 4 подотряда. Самый большой подотряд — Laniatores — насчитывает свыше 4 тысяч видов. Простонародное название сенокосцев — косиножки.

## Внешний вид
Сенокосцы напоминают пауков, но, в отличие от них, имеют сегментированное брюшко, соединённое с головогрудью широким основанием, а не стебельком. Туловище обычно небольшое, 1—5 миллиметров длиной (22 миллиметра у самого большого представителя сенокосцев, Trogulus torosus), обычно яйцевидное. Ноги иногда чрезвычайно длинны — могут достигать 16 сантиметров. На лапках имеются коготки, иногда двойные. Глаза простые, одна пара, расположены на приподнятых бугорках головогруди; у некоторых пещерных видов глаза отсутствуют. Брюшко короткое, состоит из 9—10 плотно сомкнутых сегментов. Покровы, как правило, очень твёрдые, панцирные. Окраска у ночных форм сероватая, буроватая или чёрная; у дневных форм бывает пёстрая. Хелицеры вооружены клешнями; обычно хелицеры невелики, но у представителей некоторых семейств, питающихся наземными моллюсками, длиннее туловища (до 1 сантиметра). Педипальпы, как правило, короткие. Членики ног длинные, а лапки вторично расчленены, причём число члеников может превышать сотню. Повышенная гибкость позволяет лапкам сенокосца крепко обвиваться вокруг травинок, помогая передвигаться в траве. При движении лапок мышечно-механический принцип сочетается с гидравлическим: сгибание производится мышцей у основания, подтягивающей сухожилие, которое проходит сквозь членики; а разгибание — давлением гемолимфы, заполняющей лапку. Этот способ позволяет при небольшой частоте мышечных сокращений и минимальной трате энергии перемещаться довольно быстро. В жарких и сухих местностях длинные ноги имеют и другое адаптивное значение — они поднимают туловище сенокосцев высоко над поверхностью почвы, нагревающейся в дневные часы.
У большинства длинноногих сенокосцев ноги легко отрываются (т. н. автотомия) и ещё долго продолжают ритмически сокращаться (откуда и возникли обычное название «сенокосец», а также простонародное «косиножка»). Сокращения предположительно отвлекают хищников, пока сенокосец спасается бегством. Утраченные конечности в дальнейшем не восстанавливаются.
Органы осязания и обоняния сосредоточены на педипальпах и ногах. При движении сенокосцы обычно ощупывают субстрат самой длинной, второй, парой ног. Зрение развито слабо. Реакции на различные раздражители у сенокосцев в целом более вялые, чем у большинства арахнид, и ответом нередко бывает не бегство, а замирание (танатоз). Органами дыхания служат разветвлённые трахеи, которые открываются на 1—2-м сегментах брюшка парными дыхальцами (стигмами), по строению очень похожими на дыхальца насекомых. Нервная система образует вокруг пищевода сплошное ганглиозное кольцо и не имеет разделения на головной мозг и головогрудной узел.
Сенокосцы не ядовиты и не имеют паутинных желез. У них имеется пара головогрудных желез, выделяющих пахучий секрет. Из-за резкого запаха сенокосцы почти не потребляются в пищу хищными насекомыми и позвоночными.

## Особенности
Сенокосцы распространены практически повсеместно и встречаются в самых разных местах обитания — от лесов и лугов до пустынь. Зачастую сенокосцы поселяются и в квартирах. Некоторые виды поднимаются в горах до границ вечных снегов. Особенно богаты сенокосцами лиственные и смешанные леса; обычны они и в городских ландшафтах. Большинство сенокосцев — ночные хищники; днём их легко заметить замершими на стенах в характерной позе с раскинутыми ногами. По типу питания сенокосцы отличаются от большинства арахнид. Они поглощают не только жидкое содержимое жертвы, но и твёрдые частички, отрывая их хелицерами и поднося ко рту. Далее пища измельчается жевательными отростками педипальп и передних ног, которые у многих сенокосцев функционируют как челюсти. Сенокосцы преимущественно хищники и питаются мелкими членистоногими. Виды семейства Ischyropsalidae специализированы как потребители наземных улиток и слизней. Виды семейства Phalangiidae (их самый массовый вид, сенокосец Phalangium opilio, встречается повсеместно) могут потреблять также растительную пищу и грибы, а ещё падаль, птичий помёт и фекалии животных.
Часто на теле сенокосцев, главным образом на ногах, можно заметить красные точки. Это наружные паразиты — личинки клеща Allothrombium fuliginosum.

## Размножение и жизненный цикл
По биологии размножения сенокосцы отличаются от большинства арахнид, больше напоминая насекомых. Осеменение у них внутреннее — самец вводит копулятивный орган в вульву самки. Специфических брачных танцев не наблюдается, зато нередки жестокие драки самцов за самку. Оплодотворённая самка откладывает яйца в почву при помощи длинного яйцеклада, отходящего от основания брюшка. Число яиц в кладке — от нескольких десятков до нескольких сотен. Плодовитость одной самки может достигать 600 яиц. Известны случаи партеногенетического размножения, но развитие таких яиц обычно приостанавливается.
Вылупившиеся молодые сенокосцы обычно похожи на взрослых. По мере роста они 5—7 раз линяют, после чего становятся половозрелыми.
Большинство сенокосцев умеренных широт имеют одногодичный жизненный цикл: они появляются в начале лета, размножаются в июле — августе, а зимуют яйца и молодь. Некоторые виды успевают за сезон породить две генерации, и зимует молодь осеннего поколения. Известны случаи появления маленьких сенокосцев в зимние оттепели. Максимальная продолжительность жизни — 2 года.

## Сходство с насекомыми
Сенокосцы представляют собой пример параллельной эволюции. По характеру приспособлений к жизни на суше они более, чем другие арахниды, напоминают насекомых. У них компактное туловище, плотные, нередко панцирные покровы, защищающие тело от потери влаги и механических повреждений, и развитое трахейное дыхание. С насекомыми их роднит также внутреннее оплодотворение, откладка яиц в толщу субстрата с помощью яйцеклада, всеядность и пережёвывание твёрдой пищи.

## Этимология
Научное название Opiliones было предложено шведским зоологом Карлом Якобом Сундевалем в 1833 году. Оно образовано от лат. opilio, использовавшегося римским драматургом Титом Плавтом в своих комедийных постановках для обозначения пастухов. Видимо, поводом тому была аналогия между возвышающимся над землёй телом многих представителей сенокосцев и тем, как в старину пастухи использовали ходули для облегчения наблюдений за своим стадом.
В литературе нового времени наиболее ранней предпосылкой для такого названия является работа Томаса Маффита «The Theater of Insects» (1634), где они упомянуты как «пауки-пастухи» (shepherd spiders). Автор утверждал, что люди называли их пастухами, считая, что поля с обилием сенокосцев хорошо подходят под пастбища.
В Англии из ненаучных названий сейчас наиболее распространено название «жнецы», или «сборщики урожая» (harvestmen), видимо, ввиду их многочисленности в период жатвы. По другой версии, движения, выполняемые отброшенной при защите ногой сенокосца, напоминают движения косы при сенокошении.
В странах, где в опилиофауне преобладают длинноногие виды, народные названия обычно связаны именно с этой их чертой. В тропических регионах, особенно в Южной Америке, более распространены коротконогие виды, и народные названия обращены к издаваемому ими резкому запаху.

## Палеонтология
В ископаемом состоянии известны с девонского периода. Большинство палеозойских видов принадлежит к подотряду Eupnoi. В мезозое крайне редки — известны находки лишь из нижнего мела Австралии и из бирманского янтаря. Сенокосцы, встречающиеся в балтийском и доминиканском янтарях, по большей части относятся к современным родам.

## Классификация
См. также: Филогения сенокосцев
Филогенетические взаимоотношения внутри Opiliones ещё не полностью установлены, хотя в последние годы были сделаны значительные шаги для определения этих отношений. Следующий список представляет собой компиляцию связей, восстановленных в результате нескольких недавних филогенетических исследований, хотя вопрос о расположении и даже монофилии некоторых таксонов всё ещё остаётся под вопросом. В отряд включают следующие семейства, надсемейства, инфраотряды и подотряды:
- Подотряд Cyphophthalmi Simon, 1879 (около 200 видов)
  - Инфраотряд Boreophthalmi Giribet, 2012

  - Семейство Sironidae Simon, 1879
  - Семейство Stylocellidae Hansen & Sørensen 1904

  - Инфраотряд Scopulophthalmi Giribet, 2012

  - Семейство Pettalidae Shear, 1980

  - Инфраотряд Sternophthalmi Giribet, 2012

  - Семейство Troglosironidae Shear, 1993

  - Надсемейство Ogoveoidea Shear, 1980
    - Семейство Neogoveidae Shear, 1980
    - Семейство Ogoveidae Shear, 1980
- Подотряд Eupnoi Hansen & Sørensen, 1904 (около 1800 видов)
  - Надсемейство Caddoidea Banks, 1892
    - Семейство Caddidae Banks, 1892

  - Надсемейство Phalangioidea Latreille, 1802
    - Семейство Neopilionidae Lawrence, 1931
    - Семейство Phalangiidae Latreille, 1802
    - Семейство Protolophidae Banks, 1893
    - Семейство Sclerosomatidae Simon, 1879
- Подотряд Dyspnoi Hansen & Sørensen, 1904 (около 400 видов)
  - Надсемейство Acropsopilionoidea Roewer, 1923
    - Семейство Acropsopilionidae Roewer, 1923

  - Надсемейство Ischyropsalidoidea Simon, 1879
    - Семейство Ischyropsalididae Simon, 1879
    - Семейство Sabaconidae Dresco, 1970
    - Семейство Taracidae Schönhofer, 2013

  - Надсемейство Troguloidea Sundevall, 1833
    - Семейство Dicranolasmatidae Simon, 1879
    - Семейство Nemastomatidae Simon, 1872
    - Семейство Nipponopsalididae Martens, 1976
    - Семейство Trogulidae Sundevall, 1833
- Подотряд Laniatores Thorell, 1876 (около 4200 видов)
  - Инфраотряд Insidiatores Loman, 1900
    - Надсемейство Travunioidea Absolon & Kratochvil, 1932
      - Семейство Cladonychiidae Hadži, 1935
      - Семейство Cryptomastridae Derkarabetian & Hedin, 2018
      - Семейство Paranonychidae Briggs, 1971
      - Семейство Travuniidae Absolon & Kratochvil, 1932

    - Надсемейство Triaenonychoidea Sørensen, 1886
      - Семейство Synthetonychiidae Forster, 1954
      - Семейство Triaenonychidae Sørensen, 1886

  - Инфраотряд Grassatores Kury, 2002
    - Надсемейство Assamioidea Sørensen, 1884
      - Семейство Assamiidae Sørensen, 1884
      - Семейство Pyramidopidae Sharma & Giribet, 2011

    - Надсемейство Epedanoidea Sørensen, 1886
      - Семейство Epedanidae Sørensen, 1886
      - Семейство Petrobunidae Sharma & Giribet, 2011
      - Семейство Podoctidae Roewer, 1912
      - Семейство Tithaeidae Sharma & Giribet, 2011

    - Надсемейство Gonyleptoidea Sundevall, 1833
      - Семейство Agoristenidae Šilhavý, 1973
      - Семейство Cosmetidae Koch, 1839
      - Семейство Cranaidae Roewer, 1913
      - Семейство Cryptogeobiidae Kury, 2014
      - Семейство Gerdesiidae Bragagnolo, 2015
      - Семейство Gonyleptidae Sundevall, 1833
      - Семейство Manaosbiidae Roewer, 1943
      - Семейство Metasarcidae Kury, 1994
      - Семейство Nomoclastidae Roewer, 1943
      - Семейство Stygnidae Simon, 1879
      - Семейство Stygnopsidae Sørensen, 1932

    - Надсемейство Phalangodoidea Simon, 1879
      - Семейство Phalangodidae Simon, 1879

    - Надсемейство Samooidea Sørensen, 1886
      - Семейство Biantidae Thorell, 1889
      - Семейство Samoidae Sørensen, 1886
      - Семейство Stygnommatidae Roewer, 1923

    - Надсемейство Sandokanoidea Özdikmen & Kury, 2007
      - Семейство Sandokanidae Özdikmen & Kury, 2007

    - Надсемейство Zalmoxoidea Sørensen, 1886
      - Семейство Escadabiidae Kury & Pérez, 2003
      - Семейство Fissiphalliidae Martens, 1988
      - Семейство Guasiniidae Gonzalez-Sponga, 1997
      - Семейство Icaleptidae Kury & Pérez, 2002
      - Семейство Kimulidae Pérez González, Kury & Alonso-Zarazaga, 2007
      - Семейство Zalmoxidae Sørensen, 1886

Семейство Stygophalangiidae (1 вид, Stygophalangium karamani) из подземных вод Македонии иногда включают в состав надсемейства Phalangioidea.